# Конституції Української РСР
Чотири Конституції Радянської України були політичними документами і розроблялися спершу в ідеологічних відділах ЦК КПРС. Враховуючи це, а також статус квазі-держави, якою була Україна, дані конституційні акти з великим застереженням можна віднести до групи основних законів держави.

## Конституція 1919 року
Радянська влада, яка встановлювалася на українських землях, прагнула юридично підтвердити свою прихильність до державної незалежності. З цією метою почалося обговорення української Конституції. Згідно з постановами III з'їзду КП (б) У проєкт першої конституції Української СРР був розроблений Центральним виконавчим комітетом і Радою Народних Комісарів України і схвалений ЦК Компартії України. В основу проєкту Конституції УСРР було покладено Конституцію РСФРР.
6 березня 1919 року у Харкові почав роботу III Всеукраїнський з'їзд Рад. На ранковому засіданні 10 березня було розглянуто і затверджено проєкт першої Конституції Радянської України. В обговоренні взяли участь представники трьох найбільших фракцій: більшовиків, боротьбистів і лівих есерів. Боротьбисти та ліві есери намагалися змінити характер Конституції в напрямку більшої демократичності: пропонували замінити статтю про диктатуру пролетаріату; статтю 21 п. а), де встановлювалося, що особи, які використовують найману працю з метою отримання прибутку, позбавляються виборчого права. Проте дані пропозиції були відхилені найбільшою на з'їзді більшовицькою фракцією.
Викликала дискусію і стаття 4, де мова йшла про можливість об'єднання в Світову Соціалістичну Радянську республіку. Василь Еллан-Блакитний від імені лівого крила боротьбистів запропонував доповнення, яке, на його думку, повинно було гарантувати захист національної культури за умов політичних перетворень. Тому необхідно встановити:

«Повна рівноправність усіх націй, що живуть в Україні, відкидаючи будь-які національні привілеї, усуваючи можливість національної ворожнечі й ставлячи завданням радянської влади сприяння трудящим недорозвинутих націй шляхом піднесення національної культури, до найкращого їхнього розвитку …»

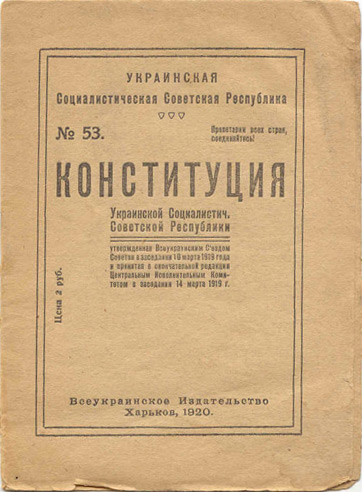
Харківське видання Конституція 1920 року

Позиції боротьбистів та лівих есерів щодо державного будівництва в Україні принципово не відрізнялися. Акцентуючи увагу на захисті національної культури, В. Блакитний водночас пропонував доповнити ст. 4 прагненням УСРР знищити «всі державні кордони, які ділять пролетаріат різних країн і націй».
Майже всі зауваження та пропозиції були відхилені більшовиками. Саме з ініціативи бюро комуністичної фракції III Всеукраїнський з'їзд Рад 10 березня 1919 прийняв першу Конституцію Української Соціалістичної Радянської Республіки. Остаточна її редакція прийнята Всеукраїнським Центральним Виконавчим Комітетом на засіданні 14 березня 1919 року. Цей основний закон, як і Конституція РСФРР, ґрунтувався на марксистсько-ленінському вченні про соціалістичну революцію та диктатуру пролетаріату. Тому він був більшою мірою політичним, ніж правовим документом. Державною формою диктатури пролетаріату Конституція визначала Республіку Рад, де вся повнота державної влади належить трудящим у формі Рад робітничих, селянських і червоноармійських депутатів. Це означало, що Республіка Рад проголошена класовою організацією.
Офіційний проєкт та остаточна редакція Конституції Української Соціалістичної Радянської Республіки написані російською мовою, оскільки «Збори узаконень і розпоряджень Робітничо-селянського уряду України» виходило до 1920 року російською мовою. Переклади містили істотні помилки. Так, у харківському виданні 1920 року в статті 4, де йдеться про намір УСРР увійти до складу єдиної світової соціалістичної Радянської Республіки, пропущене слово «світова». Стаття 21 «Про позбавлення виборчого права і права бути обраним …» містить ряд неточностей порівняно з російським оригіналом, щодо переліку соціальних верств, які позбавляються активного виборчого права.

## Конституція 1929 року
Конституція Української СРР 1929 склалася на основі тих змін у державному будівництві, в політичному та економічному житті УСРР, які відбулися в період з 1919 по 1924 рік, на базі першої конституції — Конституції СРСР 1924 року, на відбитих в ній принципах так званих «пролетарського інтернаціоналізму» і «соціалістичного демократизму». Конституція 1929 року, як і всі прийняті раніше радянські конституції, породжена в одних і тих же історичних умовах перехідного від капіталізму до соціалізму періоду. Як перша, так і друга конституція УСРР являли собою конституції диктатури пролетаріату, конституції соціалістичного типу.
В цьому і полягає причина наступності основних і вирішальних принципів, а також окремих положень у перших двох конституціях радянської України.
Конституція 1929 року, як і перша Конституція УСРР, законодавчо закріпила принципи диктатури пролетаріату і республіку Рад як державну форму цієї диктатури. Ст. 1 Конституції гласила:

«Українська республіка є соціалістичною державою робітників і селян.
Вся влада в межах Української Соціалістичної Радянської Республіки належить Радам робітничих, селянських і червоноармійських депутатів».

Конституція УСРР 1929 року Законодавчо закріпила створені за роки Радянської влади в Україні основи нового економічного ладу, які були вирішальними передумовами для здійснення соціалістичної перебудови всього народного господарства на базі індустріалізації країни і колективізації сільського господарства.

«Вся земля, надра, ліси і води, — зазначалося в ст. 4 Конституції УСРР 1929 р., — а також фабрики, заводи, банки, залізниці, водний і повітряний транспорт та засоби зв'язку є соціалістичною державною власністю на визначених законодавством Союзу Радянських Соціалістичних Республік і Української Соціалістичної Республіки основах. Зовнішня торгівля визнається державною монополією».

Конституція УСРР 1929 року, як і перші радянські конституції, закріпила рівноправність громадян, незалежно від їх расової і національної належності, та проголосила невідповідним основним законам Української Радянської Республіки встановлення або допущення будь-яких привілеїв чи переваг з причин расової або національної належності, а також і будь-яке обмеження рівноправності національних меншостей.
Українська СРР, беручи до уваги непорушну волю молдавського народу до оформлення свого державного існування в складі Української Соціалістичної Радянської Республіки, об'єдналась з молдавським народом на основі створення в складі УСРР Автономної Молдавської Соціалістичної Радянської Республіки. У ст. 18 Конституції УСРР 1929 року Зазначалося:

«…Автономна Молдавська Соціалістична Радянська Республіка управляється на основі її Конституції, яку остаточно після ії затвердження Всемолдавським з'їздом Рад робітничих, селянських і червоноармійських депутатів, затверджуе Всеукраїнський з'їзд Рад робітничих, селянських і червоноармійських депутатів».

Конституція Української СРР 1929 року зберегла в силі ряд принципів Конституції 1919 року. Разом з тим у новій Конституції УСРР не були викладені деякі застарілі положення Конституції 1919 року (наприклад, про диктатуру пролетаріату і бідніше селянство, про відмирання держави та інше).
Нові, особливо важливі положення Конституції УСРР 1929 року, що мали велике принципове значення, у порівнянні з Конституцією 1919 року, знайшли своє відображення у ст. 2 і 3 Конституції, в яких було висвітлено змінене правове становище УСРР та законодавче закріплення основних принципів Радянської федерації і суверенітету Української СРР.

«Українська Соціалістична Радянська Республіка, — гласила ст. 2 Конституції, — заявляє про свою цілковиту солідність з усіма радянськими республіками і, на основі постанови VII Всеукраїнського з'їзду Рад робітничих, селянських та червоноармійських депутатів та договору про утворення Союзу Радянських Соціалістичних Республік, утворює з ними, на основі повної добровільності і рівноправ'я, Союз Радянських Соціалістичних Республік».

З цієї статті видно, що Українська СРР, як і інші союзні республіки, увійшла до складу СРСР цілком добровільно. Українська СРР на основі визнання за кожною нацією права на державне самовизначення, спираючись на вільно виражену волю українського народу, уклала спеціальний договір про утворення СРСР. Добровільність об'єднання радянських республік, в тому числі і Української СРР, обумовлювалась заінтересованістю самих республік в єдиній союзній державі, яка забезпечувала б їм ряд переваг у порівнянні з попереднім їх роздільним існуванням.
Об'єднання всіх радянських республік в єдиний державний союз створювало широкі можливості, по-перше, для тісного господарського співробітництва, об'єднання всіх економічних сил та ресурсів і створення міцного економічного союзу, спрямованого на побудову соціалізму і комунізму; по-друге, для організації міцної оборони, а також для створення зовнішньополітичного та військового союзу для захисту соціалістичної Батьківщини від зовнішніх ворогів; по-третє, для досягнення рівності і забезпечення всебічного розвитку всіх народів, що населяли колишню царську Росію, для створення дійсно братнього інтернаціонального об'єднання народів, що відповідає природі радянської влади.
Відповідно до обсягу і характеру суверенних прав, віднесених до виключного відання Союзу РСР в особі його найвищих органів державної влади і державного управління, Конституція УСРР 1929 року встановила на основі Конституції СРСР 1924 року суверенні права Української СРР.
Ст. 3 Конституції гласить:

«Українська Соціалістична Радянська Республіка входить до складу Союзу Радянських Соціалістичних Республік як договірна держава і зберігає за собою право вільного виходу з Союзу. Суверенітет Української Соціалістичної Радянської Республіки обмежений лише відповідно до зазначених в Конституції Союзу Радянських Соціалістичних Республік межах; поза цими межами Українська Соціалістична Радянська Республіка здійснює державну владу самостійно».

Таким чином, Добровільність входження Української СРР до складу Союзу РСР, її рівноправність з іншими союзними республіками в складі СРСР, право вільного виходу із складу Союзу, закріплене в Конституції СРСР 1924 року, являють собою важливі, хоч і не єдині, правові гарантії суверенітету Української СРР.
Проте суверенні права Української СРР не вичерпуються лише переліченими вище правовими гарантіями. Крім того, відповідно до Конституції СРСР 1924 року Конституція УСРР 1929 року встановила такі суверенні правила:
- Право самостійно, без наступного затвердження органами Союзу РСР, приймати свою власну Конституцію, в якій враховані національні особливості і яка відповідає Конституції Союзу РСР в цілому. Відповідність Конституції УСРР і Конституції СРСР зумовлюється єдністю соціально-економічної, класової і політичної природи СРСР і всіх його складових частин — союзних республік. Це означає, що принципи, покладені в основу першої союзної Конституції, повністю відображені в Конституції УСРР 1929 року. Забезпечення відповідності Конституції УСРР Конституції СРСР належало до компетенції найвищих органів державної влади Союзу;
- Право на територіальне верховенство. Територія Української СРР не могла бути зміненою без її згоди (ст. 22 Конституції УСРР 1929 р.);
- Право на створення своїх власних органів державної влади і органів державного управління (була побудована на зразок системи, встановленої Конституцією Української СРР 1919 р.);
- Право прийому до громадянства Української СРР. В досоюзний період громадянство визначалося і регулювалося поточним законодавством. Конституція УСРР 1929 р. зафіксувала принцип єдності радянського громадянства і встановила, що громадяни Радянської України є громадянами Союзу РСР, а громадяни всіх інших радянських республік користуються на території України однаковими правами з громадянами УСРР;
- Право на обрання повноважних представників Української СРР до складу ради Національностей Центрального Виконавчого Комітету Союзу РСР. Цим правом УСРР користувалася на рівних основах з іншими союзними республіками, яке надавалось їм Конституцією СРСР 1924 року;
- Право здійснення законодавства і управління в межах компетенції, встановленої Конституцією СРСР і конституцією УСРР;
- Право ВУЦВК на здійснення законодавчої ініціативи у найвищих органах Союзу РСР.

Такий сумарний перелік суверенних прав Української СРР, здійснюваних найвищими органами державної влади і державного управління, які були встановлені Конституцією УСРР 1929 року у повній відповідності до Конституції Союзу РСР 1924 року.
Відповідно до Конституції СРСР, Конституція УСРР 1929 року визначила численне коло питань, з яких Українська СРСР здійснювала свою державну владу самостійно. Конституція Української СРР 1929 року залишила в силі всі ті гарантії свободи трудящих, які були встановлені Конституцією УСРР 1919 року. Але Конституція Української СРР 1929 року мала й сумні наслідки. Надання великої влади місцевим органам призвело до перекручувань державної політики, а це виявилось в бездушне адміністрування (виселення і знищення найбільш працездатної частини селянства і інтелігенції). Конституція дала поштовх до занепаду сільськогосподарського виробництва в Україні, що призвело до голодомору 1932—1933 років (всі кошти направлялись тільки на індустріалізацію, безжально вилучалось із сільськогосподарського виробництва). Ця Конституція закріпила диктатуру пролетаріату, що в подальшому зробило неможливим розвиток приватної власності і відкинуло Україну від магістралі світового розвитку.

## Конституція 1937 року

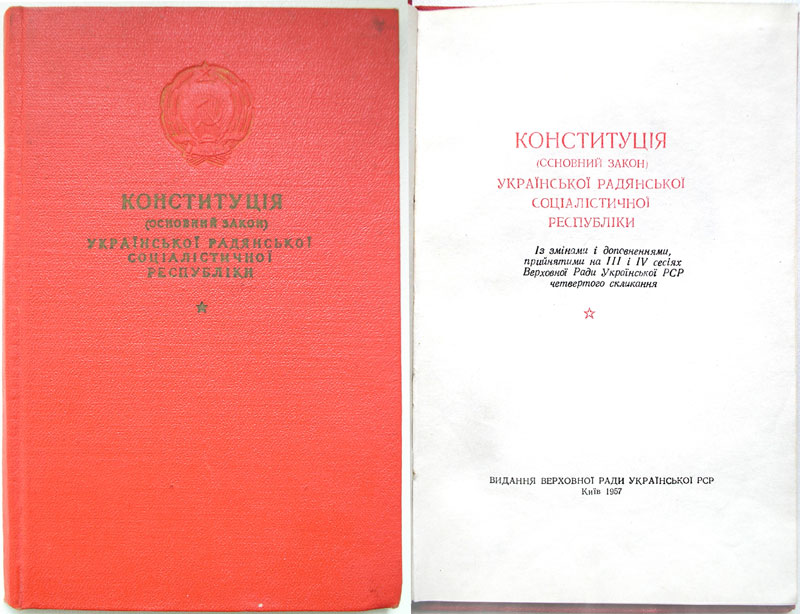
Обкладинка і титульний лист Конституції 1937 року

Після опублікування 12 червня 1936 року проєкту нової Конституції СРСР Президія Центрального Виконавчого Комітету Української РСР 13 липня 1936 року утворила Конституційну комісію для розробки проєкту Конституції УРСР. До кінця 1936 року робота над підготовкою проєкту Конституції УРСР була комісією остаточно завершена.
У постанові Президії ЦВК УРСР «Про конституцію Української Радянської Соціалістичної Республіки» було сказано:

«Заслухавши доповідь конституційної комісії про проєкт Конституції УРСР, Президія Центрального Виконавчого Комітету УРСР постановляє: поданий Конституційною комісією Президії ЦВК УРСР проєкт Конституції УРСР схвалили і внесли на розгляд Надзвичайного XIV Всеукраїнського з'їзду Рад.
Строк скликання Українського з'їзду Рад встановити 25 січня 1937 року».

1 січня 1937 року був опублікований для всенародного обговорення проєкт нової Конституції УРСР.
25 січня 1937 року в Києві відкрився Надзвичайний XIV з'їзд Рад. На порядку денному з'їзду було лише одне питання — «Про проект Конституції». Після триденного обговорення проєкту Конституції, в якому взяло участь майже 40 делегатів, з'їзд 28 січня 1937 року ухвалив рішення:

«Заслухавши й обговоривши доповідь голови Конституційної комісії ЦВК УРСР про проект Конституції Української Радянської Соціалістичної Республіки Надзвичайний XIV Український з'їзд Рад постановляє:
- Поданий Конституційною комісією проект Конституції Української Радянської Соціалістичної Республіки схвалити і прийняти за основу;
- Для розгляду внесених поправок і доповнень та встановлення остаточного тексту Конституції УРСР утворити Редакційну комісію в складі 160 чоловік;
- Доручити Редакційній комісії подати на розгляд з'їзду остаточний текст Конституції, врахувавши при цьому обговорення проекту Конституції».

30 січня 1937 року Конституція була прийнята. Вона складалася з 146 статей, які було об'єднано в 13 розділів:
| - суспільний устрій - державний устрій - найвищі органи державної влади УРСР - органи державного управління УРСР - найвищі органи державної влади Молдавської Автономної РСР - органи державного управління Молдавської Автономної РСР | - місцеві органи державної влади - бюджет УРСР - суд і прокуратура - основні права і обов'язки громадян - виборча система - герб, прапор, столиця - порядок зміни Конституції |

Конституція Української РСР 1937 року була побудована на основі Конституції СРСР 1936 року і в цілковитій відповідності до неї. Принцип відповідності Конституції УРСР, як і конституцій всіх інших республік, основним положенням Конституції СРСР випливав з спільності і єдності економічних, політичних та ідеологічних основ розвитку всіх радянських республік у складі СРСР. Разом з тим Конституція УРСР враховувала національні особливості республіки.

## Конституція 1978 року
Четверту Конституцію УРСР прийнято 20 квітня 1978 року позачерговою сесією Верховної Ради республіки. Її текст розробила комісія на чолі з В. В. Щербицьким відповідно до Конституції СРСР 1977 року, «яка відобразила новий стан розвитку Радянської держави — побудову в СРСР розвинутого соціалістичного суспільства і стала політико-правовою основою конституцій усіх соціалістичних республік». Основні положення містили що:

Україна є загальнонародна держава, яка виражає волю й інтереси робітників, селян та інтелігенції, трудящих республіки всіх національностей. Вся влада в Україні належить народові. Народ здійснює державну владу через Ради народних депутатів, які становлять політичну основу України. Всі інші державні органи підконтрольні і підзвітні Радам народних депутатів.
Організація і діяльність держави будуються на засадах виборності всіх органів державної влади, підзвітності їх народові, відповідальності кожного державного органу і службової особи за доручену справу, обов'язковості рішень вищестоящих органів для нижче стоячих згідно з розподілом їх повноважень.
Держава Україна, всі її органи діють на основі законності, забезпечують охорону правопорядку, інтересів суспільства, прав і свобод громадян. Державні і громадські організації, службові особи зобов'язані додержувати Конституції і законів України.

Вперше було внесено статті, за якими Компартія СРСР визначалась «керівною і спрямовуючою силою суспільства, ядром її політичної системи», яка визначає генеральну перспективу розвитку суспільства, лінію внутрішньої і зовнішньої політики, «надає планового, науково обґрунтованого характеру його боротьбі за перемогу комунізму».